# Libatopformák
A libatopformák (Chenopodioideae) a szegfűvirágúak (Caryophyllales) rendjébe tartozó disznóparéjfélék (Amaranthaceae) családjának egy alcsaládja.
Az alcsalád kozmopolita elterjedtségű, kb. 1400 faj tartozik ide. Az Észak-Afrikától Közép-Ázsiáig terjedő sivatagos területek növényzetének jelentős részét adja.
Lágy szárú növények és cserjék, néha pozsgás növények tartoznak közéjük. A fajokra jellemző a párta nélküli virágból fejlődő kaszat- vagy makkocskatermés. Sok faj sót halmoz fel szöveteiben, néhányuk levele sós folyadékot választ ki. CAM- vagy C4-típusú a fotoszintézisük.
A Chenopodioideae alcsalád élelmiszernövényei között a spenót, a kinoa, a parajlibatop, a laboda, továbbá a Beta vulgaris termesztett változatai közül a cukorrépa, takarmányrépa, cékla és a mángold is megtalálható.

## Rendszerezés
Sok hagyományos rendszertan ismeri a libatopfélék (Chenopodiaceae) családját (például a Cronquist-, Borhidi- és Hortobágyi-rendszer), az 1998-as APG és a 2003-as APG II-rendszer az ide tartozó növényeket molekuláris genetikai bizonyítékok alapján a disznóparéjfélék (Amaranthaceae) családjába sorolta át. Egyes új osztályozások a régi libatopfélék nagy részét a Chenopodioideae alcsaládjának tekintik, néhány nemzetség kivételével, melyeket a Salicornioideae és Salsoloideae alcsaládok részeként írnak le. Az alcsaládok leírása jelenleg még bizonytalan, jelentős változások állhatnak be az ide sorolt nemzetségekben.

## Nemzetségek
Az alcsalád jelenleg a következő nemzetségekből áll:
- Acroglochin
- Agathophora
- Agriophyllum
- Alexandra
- Allenrolfea
- Anabasis
- Anthochlamys
- Aphanisma
- Archiatriplex
- Arthrocnemum
- Arthrophytum
- Atriplex
- Axyris
- Babbagia
- Bassia
- Beta
- Bienertia
- Borsczowia
- Brachylepis
- Camphorosma
- Ceratocarpus
- Chenopodium
- Choriptera
- Climacoptera
- Corispermum
- Cornulaca
- Cremnophyton
- Cyathobasis
- Cycloloma
- Didymanthus
- Dissocarpus
- Dysphania
- Einadia
- Enchylaena
- Eremophea
- Eriochiton
- Esfandiaria
- Exomis
- Fadenia
- Fredolia
- Girgensohnia
- Goerziella
- Grayia
- Gyroptera
- Hablitzia
- Halanthium
- Halarchon
- Halimione
- Halimocnemis
- Halocharis
- Halocnemum
- Halogeton
- Halostachys
- Halothamnus
- Haloxylon
- Hammada
- Helicilla
- Hemichroa
- Heterostachys
- Holmbergia
- Horaninovia
- Kalidiopsis
- Kalidium
- Kirilowia
- Kochia
- Krascheninnikovia
- Lagenantha
- Maireana
- Malacocera
- Manochlamys
- Microcnemum
- Microgynoecium
- Monolepis
- Nanophyton
- Neobassia
- Nitrophila
- Noaea
- Nucularia
- Ofaiston
- Oreobliton
- Pachycornia
- Panderia
- Patellifolia
- Petrosimonia
- Piptoptera
- Polycnemum
- Rhagodia
- Roubieva
- Roycea
- Sarcobatus
- Sclerolaena
- Sclerostegia
- Seidlitzia
- Senniella
- Sevada
- Spinacia
- Stelligera
- Suckleya
- Sympegma
- Tecticornia
- Tegicornia
- Teloxys
- Theleophyton
- Threlkeldia
- Traganopsis
- Traganum
- Zuckia

## Fordítás
- Ez a szócikk részben vagy egészben  a   Chenopodioideae című angol Wikipédia-szócikk ezen változatának fordításán alapul.  Az eredeti cikk szerkesztőit annak laptörténete sorolja fel. Ez a jelzés csupán a megfogalmazás eredetét és a szerzői jogokat jelzi, nem szolgál a cikkben szereplő információk forrásmegjelöléseként.